# Észak-csádi offenzíva
Az észak-csádi offenzíva, amelyet a Csádi Változás és Egyetértés Front (FACT) kezdeményezett, 2021. április 11-én kezdődött. Az ország északi részén, a Tibesti régióban kezdődött a 2021-es csádi elnökválasztást követően. Idriss Déby csádi elnököt a 2021. április 20-i offenzíva során meggyilkolták.

## Előzmények
A 2021-es csádi elnökválasztáson az 1990-es puccsban a hatalmat megragadó Idriss Débytől azt várták, hogy meghosszabbítja 30 éve tartó hatalmát. A Független Nemzeti Választási Bizottság (CENI) jelezte, hogy Déby nagy előnyt szerzett, amikor a leadott szavazatok 30%-át még nem számolták meg. Déby az ország egyik régióját leszámítva az összesben nyert. Az eredményeket el nem ismerve, az ellenzék felszólította az április 11-i választások bojkottálását a reform párti Yacine Abderaman Sakine-nal, aki nem hajlandó elismerni Déby győzelmét. Az előzetes eredmények április 25-én azt mutatták, hogy Déby a választópolgárok 79,32%-ánál nyert. Débyt Európában és az Egyesült Államokban szövetségesnek tekintették a Boko Haram  és egyéb nyugat- és közép-afrikai terrorizmus ellen.
A választások napján a líbiai bázisú Csádi Változás és Egyetértés Front (FACT) támadást indított Csád hadseregének határállomásán. A FACT Halifa Haftár líbiai hadvezér védelme alatt áll, és gyakran ütközik a csádi katonasággal. Az ENSZ 2021. márciusi jelentése szerint a lázadók a líbiai Al Jufra légibázison álltak, amelyet az orosz Wagner-csoport zsoldosai is használnak, és fegyvereket szállító teherjáratokat kaptak az Egyesült Arab Emírségekből. Ezenkívül a FACT-lázadók az Egyesült Arab Emírségek által szállított fegyverek felhasználásával készültek a csádi hadjáratra.

## Fordítás
- Ez a szócikk részben vagy egészben  a   Northern Chad offensive című angol Wikipédia-szócikk ezen változatának fordításán alapul.  Az eredeti cikk szerkesztőit annak laptörténete sorolja fel. Ez a jelzés csupán a megfogalmazás eredetét és a szerzői jogokat jelzi, nem szolgál a cikkben szereplő információk forrásmegjelöléseként.